# 刘上洋
刘上洋（1951年8月—），江西安义人。中国共产党党员。江西师范大学毕业，中共中央党校经济管理专业在职研究生学历。历任中共江西省纪委常委，省委宣传部副部长，赣州地委副书记、县级赣州市委书记，省委副秘书长兼政策研究室主任，九江市委书记、市人大常委会主任等职。2001年12月获任中共江西省委常委、宣传部长，2011年11月因年龄问题卸任。2012年2月被补选为政协江西省委员会副主席。